# Persone di nome Pedro/Calciatori
| Questa pagina contiene informazioni ricavate automaticamente dalle voci biografiche con l'ausilio del template Bio e di un bot. L'aggiornamento è periodico e automatico e ricostruisce completamente la pagina. Se manca una persona in questa lista, sei pregato di non aggiungerla, ma accertati piuttosto che la sua voce biografica contenga il template Bio e che i dati anagrafici siano correttamente compilati. Se il template Bio manca, inseriscilo tu stesso o, in alternativa, metti l'avviso {{tmp\|Bio}} che ne segnala la mancanza. Se i dati riportati sono sbagliati, correggi direttamente la voce biografica; le modifiche saranno visibili in questa lista entro pochi giorni. Per chiarimenti vedi il progetto antroponimi. La lista contiene solo le 258 persone che sono citate nell'enciclopedia e per le quali è stato implementato correttamente il template Bio. Pagina aggiornata al 22 lug 2025. |

Questa è una lista di persone presenti nell'enciclopedia che hanno il nome Pedro e sono calciatori.

## A(23)
- Pedro Acevedo, ex calciatore cileno (Santiago del Cile, n. 1973)
- Pedro Javier Acosta, ex calciatore venezuelano (Caracas, n. 1959)
- Pedro Aicart, calciatore peruviano (Chulumani, n. 1952 - Trujillo, † 2013)
- Pedro Alcalá, calciatore spagnolo (Mazarrón, n. 1989)
- Pedro Alconero, calciatore spagnolo (Barakaldo, n. 1919 - Alcalá de Guadaíra, † 1963)
- Pedro Alemañ, calciatore spagnolo (Elche, n. 2002)
- Pedro Pinho, calciatore portoghese (Vale de Cambra, n. 2000)
- Pedro Henrique, calciatore brasiliano (Maceió, n. 2001)
- Pedro Tiba, calciatore portoghese (Arcos de Valdevez, n. 1988)
- Pedro Aquino, calciatore peruviano (Lima, n. 1995)
- Pedro Araújo, ex calciatore portoghese (Barcelos, n. 1985)
- Pedro Araya Toro, ex calciatore cileno (n. 1942)
- Pedro Arce Latapí, ex calciatore messicano (Saltillo, n. 1991)
- Pedro Arispe, calciatore uruguaiano (Montevideo, n. 1900 - Montevideo, † 1960)
- Pedro María Artola, ex calciatore spagnolo (Andoain, n. 1948)
- Pedro Ascoy, ex calciatore peruviano (Guadalupe, n. 1980)
- Pedrinho, calciatore brasiliano (Salvador, n. 2002)
- Pedro Azogue, calciatore boliviano (Santa Cruz de la Sierra, n. 1994)
- Pedro Henrique, calciatore brasiliano (Goiás, n. 1996)
- Juninho Quixadá, calciatore brasiliano (Senador Pompeu, n. 1985)
- Pedro Mendes, calciatore portoghese (Barreiro, n. 1993)
- Pedro Paulo Alves Vieira dos Reis, calciatore brasiliano (Rio de Janeiro, n. 1994)
- Pedro Guilherme Abreu dos Santos, calciatore brasiliano (Rio de Janeiro, n. 1997)

## B(16)
- Pedro Manuel Benítez, calciatore paraguaiano (Luque, n. 1901 - Luque, † 1974)
- Pedro Juan Benítez, calciatore paraguaiano (San Lorenzo, n. 1981)
- Pedro Berges, calciatore cubano (n. 1906 - † 1978)
- Pedro Bigas, calciatore spagnolo (Palma di Maiorca, n. 1990)
- Pedro Blanco, ex calciatore colombiano (El Banco, n. 1958)
- Pedro Bondo Francisco, calciatore angolano (Luanda, n. 2004)
- Pedro Bonelli, ex calciatore peruviano (Callao, n. 1956)
- Pedro Augusto, calciatore brasiliano (Ubá, n. 1997)
- Pedro Bravo, calciatore colombiano (Cali, n. 2004)
- Pedro Brazão, calciatore portoghese (Lisbona, n. 2002)
- Pedro Budib, calciatore messicano (Puebla de Zaragoza, n. 2004)
- Pedro Báez, calciatore paraguaiano (San Estanislao, n. 1997)
- Pedro Filipe Barbosa Moreira, calciatore portoghese (Cristelo, n. 1992)
- Pedro Júnior, ex calciatore brasiliano (Santana do Araguaia, n. 1987)
- Pedro Queirós, ex calciatore portoghese (Santo Tirso, n. 1984)
- Pedro Rebocho, calciatore portoghese (Évora, n. 1995)

## C(20)
- Pedro Álvaro, calciatore portoghese (Seia, n. 2000)
- Pedro Callá, ex calciatore argentino (Buenos Aires, n. 1933)
- Pedro Campos, calciatore cileno (Santiago del Cile, n. 2000)
- Pedro Camus, ex calciatore spagnolo (Santander, n. 1955)
- Pedro Miguel Cardoso Monteiro, ex calciatore portoghese (Albufeira, n. 1978)
- Pedro Carmona, ex calciatore brasiliano (Porto Alegre, n. 1988)
- Pedro Carrizo, ex calciatore cileno (Antofagasta, n. 1980)
- Pedro Santos, calciatore portoghese (Porto, n. 2000)
- Pedro Casado, calciatore spagnolo (Madrid, n. 1937 - Madrid, † 2021)
- Pedro Casella, calciatore uruguaiano (Montevideo, n. 1898 - † 1971)
- Pedro Castoldi, calciatore argentino
- Pedro Chalú, calciatore argentino (Buenos Aires, n. 1906)
- Pedro Chirivella, calciatore spagnolo (Valencia, n. 1997)
- Pedro Contreras, ex calciatore spagnolo (Madrid, n. 1972)
- Pedro Costa Ferreira, calciatore portoghese (Barcelos, n. 1991)
- Pedro Santos, calciatore portoghese (Santa Maria da Feira, n. 2003)
- Pedro Cubilla, calciatore uruguaiano (Paysandú, n. 1933 - † 2007)
- Pedro José Nepomuceno Cunha, ex calciatore brasiliano (n. 1945)
- Pedro Santa Cecilia, ex calciatore spagnolo (Gijón, n. 1984)
- Ró-Ró, calciatore portoghese (Sintra, n. 1990)

## D(22)
- Pedro Castro, calciatore brasiliano (Volta Redonda, n. 1993)
- Pedro Correia, ex calciatore portoghese (Oeiras, n. 1987)
- Pedro De Ciancio, ex calciatore argentino (Buenos Aires, n. 1938)
- Pedro DeBrito, calciatore statunitense (Ribeira Brava, n. 1959 - Miami, † 2014)
- Pedro Victor Delmino da Silva, calciatore brasiliano (Maceió, n. 1998)
- Pedro Depablos, ex calciatore venezuelano (Rubio, n. 1977)
- Pedro Tanausú Domínguez Placeres, calciatore spagnolo (Las Palmas de Gran Canaria, n. 1990)
- Pedro Díaz, calciatore spagnolo (Siero, n. 1998)
- Pedro Ferreira, calciatore portoghese (Marinha Grande, n. 1998)
- Pedro Manuel da Silva Moreira, calciatore portoghese (Lousada, n. 1989)
- Pedro Miguel dos Santos Oliveira, ex calciatore portoghese (Braga, n. 1983)
- Pedrão, calciatore brasiliano (San Paolo, n. 1997)
- Pedro Junqueira, calciatore brasiliano (Nerópolis, n. 2004)
- Pedro Pereira, calciatore portoghese (Vendas Novas, n. 1998)
- Pedro Nezio de Araújo Lopes Ribeiro, calciatore brasiliano (Belo Horizonte, n. 1990)
- Pedro Sá, calciatore portoghese (Póvoa de Varzim, n. 1993)
- Pedro Trigueira, calciatore portoghese (Paredes, n. 1988)
- Pedro Manuel Mota Pinto, calciatore portoghese (Vila Nova de Gaia, n. 1994)
- Pedro Costa, ex calciatore portoghese (Arouca, n. 1981)
- Pedro Rangel, calciatore brasiliano (Nepomuceno, n. 2000)
- Pedro de Felipe, calciatore spagnolo (Madrid, n. 1944 - Madrid, † 2016)
- Pedro de la Vega, calciatore argentino (Olavarría, n. 2001)

## E(1)
- Pedro Etchegoyen, calciatore uruguaiano (Montevideo, n. 1894)

## F(16)
- Pedro Calomino, calciatore argentino (Buenos Aires, n. 1892 - Buenos Aires, † 1950)
- Pedro Espinha, ex calciatore portoghese (Mafra, n. 1965)
- Pedro Faife, ex calciatore cubano (Zulueta, n. 1984)
- Pedro Febles, calciatore e allenatore di calcio venezuelano (Santa Cruz de Tenerife, n. 1958 - Caracas, † 2011)
- Pedro Nuno, calciatore portoghese (Buarcos, n. 1995)
- Pedro Alfonso Fernández, ex calciatore venezuelano (Caracas, n. 1977)
- Pedro Fernández Cantero, calciatore paraguaiano (Concepción, n. 1946 - Granada, † 2020)
- Pedro Fernández, calciatore argentino (Villa Adelina, n. 1987)
- Pedro Soares, calciatore portoghese (Penafiel, n. 1999)
- Pedro Torrão, ex calciatore portoghese (Vila Franca de Xira, n. 1977)
- Pedro Vitor, calciatore brasiliano (Recife, n. 1998)
- Pedro Ferrer, calciatore cubano (L'Avana, n. 1908)
- Pedro Rodrigues, calciatore portoghese (Sátão, n. 1997)
- Pedro Fleitas, ex calciatore paraguaiano (n. 1953)
- Pedro Camilo Franco, calciatore colombiano (Bogotà, n. 1991)
- Pedro Fuertes, ex calciatore spagnolo (Huesca, n. 1970)

## G(22)
- Pedro Amaral, calciatore portoghese (Sintra, n. 1997)
- Pedro Bortoluzo, calciatore brasiliano (Florianópolis, n. 1996)
- Pedro Delgado, calciatore portoghese (Portimão, n. 1997)
- Pedro Gallardo, ex calciatore venezuelano (n. 1969)
- Pedro Gallese, calciatore peruviano (Distretto di San Juan de Miraflores, n. 1990)
- Pedro Galván, ex calciatore argentino (Arrecifes, n. 1985)
- Pedro Raúl, calciatore brasiliano (Porto Alegre, n. 1996)
- Pedro Garay, ex calciatore paraguaiano (Puerto Rosario, n. 1961)
- Pedro Alexandro García, ex calciatore peruviano (Pisco, n. 1974)
- Pedro Geromel, ex calciatore brasiliano (San Paolo, n. 1985)
- Pedro González Pierella, ex calciatore argentino (Monje, n. 1970)
- Pedro González Vera, ex calciatore cileno (Valdivia, n. 1967)
- Pedro Gonzáles, ex calciatore peruviano (Barrios Altos, n. 1943)
- Pedro González Martínez, ex calciatore spagnolo (Villarcayo de Merindad de Castilla la Vieja, n. 1968)
- Pedro Bernardo González Ojeda, calciatore paraguaiano (San Estanislao, n. 1999)
- Pedro Malheiro, calciatore portoghese (Vila Verde, n. 2001)
- Pedro Graffigna, ex calciatore uruguaiano (Montevideo, n. 1945)
- Pedro Lagoa, calciatore portoghese (Coimbra, n. 1997)
- Pedro Mateus, calciatore saotomense (Funchal, n. 1996)
- Ricardo Fernandes, calciatore saotomense (Seixal, n. 2002)
- Pedri, calciatore spagnolo (Tegueste, n. 2002)
- Tupãzinho, ex calciatore brasiliano (Uchoa, n. 1968)

## H(2)
- Pedro Pablo Hernández, calciatore argentino (San Miguel de Tucumán, n. 1986)
- Pedro Herrera, ex calciatore spagnolo (Bilbao, n. 1959)

## I(4)
- Pedro María Iguaran Arandia, calciatore spagnolo (Lasarte-Oria, n. 1940 - † 2015)
- Pedro Injai Gomes, calciatore portoghese (Seixal, n. 2003)
- Pedro Irala, calciatore paraguaiano (Fernando de la Mora, n. 1979)
- Pedro María Iturriaga, calciatore spagnolo (Getxo, n. 1939 - Bilbao, † 2006)

## J(1)
- Pedro Jaro, ex calciatore spagnolo (Madrid, n. 1963)

## K(4)
- Pedro Kamata, ex calciatore francese (Luanda, n. 1981)
- Pedro Ken, ex calciatore brasiliano (Curitiba, n. 1987)
- Daniel Killer, ex calciatore argentino (Rosario, n. 1949)
- Pedro Henrique Konzen, calciatore brasiliano (Santa Cruz do Sul, n. 1990)

## L(14)
- Iarley, ex calciatore brasiliano (Quixeramobim, n. 1974)
- Pedro Lago, calciatore uruguaiano (n. 1911)
- Pedro Larrea, ex calciatore ecuadoriano (Loja, n. 1986)
- Pedro Lavín, ex calciatore spagnolo (Ondarroa, n. 1948)
- Pedro Leal, calciatore costaricano (Puntarenas, n. 1989)
- Pedro León, calciatore spagnolo (Mula, n. 1986)
- Pedro Pablo León, calciatore peruviano (Lima, n. 1943 - Lima, † 2020)
- Pedro Lima Barros, calciatore brasiliano (Brasilia, n. 2003)
- Pedro Neto, calciatore portoghese (Viana do Castelo, n. 2000)
- Pedro López Muñoz, ex calciatore spagnolo (Torrent, n. 1983)
- Pedro Ricardo López, calciatore e allenatore di calcio colombiano (dipartimento di Valle del Cauca, n. 1912 - † 2006)
- Pedro Jesús López Pérez de Tudela, ex calciatore spagnolo (Cartagena, n. 1983)
- Pedro Hugo López, calciatore cileno (n. 1927 - † 1959)
- Pedro Mendes, calciatore portoghese (Guimarães, n. 1999)

## M(22)
- Pedro Coronas, calciatore portoghese (Penafiel, n. 1990)
- Pedro Ganchas, calciatore portoghese (Lisbona, n. 2000)
- Pedro Manfredini, calciatore argentino (Maipú, n. 1935 - Roma, † 2019)
- Pedro Manzini, calciatore argentino
- Pedro Júlio Marques Ribeiro, ex calciatore portoghese (Aveiro, n. 1979)
- Pedro Martín, calciatore spagnolo (Malaga, n. 1992)
- Pedro Martínez García, ex calciatore spagnolo (Dolores, n. 1996)
- Pedro Martínez, calciatore e allenatore di calcio argentino (n. 1893)
- Pedro Martínez, ex calciatore messicano (Saltillo, n. 1948)
- Pedro Massacessi, ex calciatore argentino (n. 1966)
- Pedro Mendes, calciatore portoghese (Neuchâtel, n. 1990)
- Pedro Manuel Mendes Ribeiro, ex calciatore portoghese (Paredes, n. 1983)
- Pedro Mendes, ex calciatore portoghese (Guimarães, n. 1979)
- Pedro Milans, calciatore uruguaiano (Las Piedras, n. 2002)
- Pedro Duarte, ex calciatore portoghese (Setúbal, n. 1978)
- Pedro Morales Flores, ex calciatore cileno (Hualpén, n. 1985)
- Pedro Silva, calciatore portoghese (Sintra, n. 1997)
- Pedro Mosquera, calciatore spagnolo (A Coruña, n. 1988)
- Pedro Moutinho, ex calciatore portoghese (Santo Tirso, n. 1979)
- Pedro Muñoz, calciatore cileno (Las Cabras, n. 1986)
- Pedro Santos, calciatore portoghese (Lisbona, n. 1988)
- Pedro Xavier, ex calciatore portoghese (Lourenço Marques, n. 1962)

## N(3)
- Pedro Naressi, calciatore brasiliano (São José dos Campos, n. 1998)
- Pedro Neves, ex calciatore portoghese (Lisbona, n. 1981)
- Pedro Nájera, calciatore messicano (Città del Messico, n. 1929 - Cuernavaca, † 2020)

## O(8)
- Pedro Oba, calciatore equatoguineano (Mongomo, n. 2000)
- Pedro Obiang, calciatore spagnolo (Alcalá de Henares, n. 1992)
- Pedro Ochoa, calciatore argentino (Avellaneda, n. 1900 - Tandil, † 1947)
- Emmanuel Ojeda, calciatore argentino (Goya, n. 1997)
- Pedro Oldoni, ex calciatore brasiliano (Pato Branco, n. 1985)
- Pedro Orfila, calciatore spagnolo (Luanco, n. 1988)
- Pedro Ortiz, calciatore spagnolo (Sóller, n. 2000)
- Pedro Ortíz, calciatore ecuadoriano (Esmeraldas, n. 1990)

## P(20)
- Pedro Pérez Conde, calciatore spagnolo (Villafranca de Córdoba, n. 1988)
- Pedro Eugénio, calciatore portoghese (Faro, n. 1990)
- Pedro Gonçalves, calciatore portoghese (Chaves, n. 1998)
- Pedro Parages, calciatore, allenatore di calcio e dirigente sportivo francese (Madrid, n. 1883 - Saint-Loubès, † 1950)
- Pedro Pareja Duque, ex calciatore spagnolo (Canet de Mar, n. 1989)
- Pedro Pedraza, calciatore messicano (Monterrey, n. 2000)
- Pedro Pedrucci, ex calciatore uruguaiano (Montevideo, n. 1961)
- Pedrinho, calciatore brasiliano (San Paolo, n. 1999)
- Pedro Henrique, calciatore brasiliano (Goiânia, n. 1992)
- Pedro José Pinazo Arias, ex calciatore spagnolo (Malaga, n. 1985)
- Pedro Perlaza, calciatore ecuadoriano (Esmeraldas, n. 1991)
- Pedro Perotti, calciatore brasiliano (Rodeio Bonito, n. 1997)
- Pedro Petrone, calciatore uruguaiano (Montevideo, n. 1905 - Montevideo, † 1964)
- Pedro Pineda, ex calciatore messicano (Ciudad Nezahualcóyotl, n. 1971)
- Pedro Pireza, calciatore portoghese (n. 1911 - † 1989)
- Pedro Pompei, calciatore argentino (Buenos Aires, n. 1913)
- Pedro Porro, calciatore spagnolo (Don Benito, n. 1999)
- Pedro Portocarrero, ex calciatore colombiano (Dagua, n. 1977)
- Pedro Prospitti, calciatore argentino (Allen, n. 1941 - † 1996)
- Pedro Sass, calciatore brasiliano (Jaboticabal, n. 1990)

## Q(2)
- Pedro Henriques, ex calciatore portoghese (Sintra, n. 1974)
- Pedro Quiñónez, ex calciatore ecuadoriano (Esmeraldas, n. 1986)

## R(24)
- Pedro Bicalho, calciatore brasiliano (São José dos Campos, n. 2001)
- Pedro Jorge Ramos Moreira, ex calciatore portoghese (Lisbona, n. 1983)
- Pedro Rodríguez Ledesma, calciatore spagnolo (Santa Cruz de Tenerife, n. 1987)
- Pedro Pelágio, calciatore portoghese (Funchal, n. 2000)
- Pedro Ramírez Paredes, calciatore venezuelano (Barinas, n. 1992)
- Pedro David Ramírez, calciatore argentino (Florencio Varela, n. 2000)
- Pedro Regueiro, calciatore spagnolo (Irún, n. 1909 - † 1985)
- Tomás Reñones, ex calciatore spagnolo (Santiago di Compostela, n. 1960)
- Pedro Paulo Requena, calciatore peruviano (n. 1991)
- Pedro Requena, ex calciatore peruviano (Callao, n. 1961)
- Pedro Reyes, ex calciatore cileno (Antofagasta, n. 1972)
- Pedro Daniel Ribeiro Alves, ex calciatore portoghese (Baião, n. 1989)
- Pedro Henrique, calciatore brasiliano (Lauro Müller, n. 1995)
- Pedro Riesco, ex calciatore spagnolo (Madrid, n. 1969)
- Pedro Ríos, ex calciatore spagnolo (Jerez de la Frontera, n. 1981)
- Pedro Rizzetti, calciatore brasiliano (San Paolo, n. 1907 - San Paolo, † 1986)
- Pedro Rocha, calciatore e allenatore di calcio uruguaiano (Salto, n. 1942 - San Paolo, † 2013)
- Pedro Rocha Neves, calciatore brasiliano (Vila Velha, n. 1994)
- Pedro Miguel Silva Rocha, ex calciatore portoghese (Póvoa de Varzim, n. 1985)
- Pedro Rodríguez, calciatore uruguaiano (Montevideo, n. 1928)
- Leonardo Rojas, ex calciatore peruviano (Lima, n. 1961)
- Pedro Romero, calciatore messicano (n. 1937 - † 2018)
- Pedro Marques, calciatore portoghese (Lisbona, n. 1998)
- Pedro Ruiz, ex calciatore peruviano (Huaral, n. 1947)

## S(19)
- Pedro Amador, calciatore portoghese (Loures, n. 1998)
- Pedro Aparício, calciatore portoghese (Aveiro, n. 1995)
- Pedro Barbosa, ex calciatore portoghese (Gondomar, n. 1970)
- Pedro Botelho, calciatore brasiliano (Salvador, n. 1989)
- Pedro Pacheco de Melo, ex calciatore portoghese (Ponta Delgada, n. 1984)
- Pedro Carvalho, calciatore portoghese (Caldas da Rainha, n. 2003)
- Pedro Sarmiento, calciatore colombiano (Medellín, n. 1956 - Medellín, † 2024)
- Pedro Sará, calciatore argentino (Cordoba, n. 1924 - Oviedo, † 2004)
- Pedro Lucas, calciatore brasiliano (Vale Real, n. 1998)
- Pedro Sernagiotto, calciatore brasiliano (San Paolo, n. 1908 - San Paolo, † 1965)
- Pedro Celestino Silva Soares, ex calciatore capoverdiano (Tarrafal, n. 1987)
- Pedro Silva Torrejón, calciatore argentino (Laboulaye, n. 1997)
- Pedro Henrique Silva dos Santos, calciatore brasiliano (San Paolo, n. 2006)
- Pere Solé, calciatore spagnolo (Barcellona, n. 1905 - Barcellona, † 1982)
- Pedro Soto, ex calciatore messicano (San Miguel El Alto, n. 1952)
- Pedro Souto, calciatore argentino (Lomas de Zamora, n. 2000)
- Pedro Suárez, calciatore argentino (Santa Brígida, n. 1908 - Buenos Aires, † 1979)
- Darío Suárez, calciatore cubano (Cerro, n. 1992)
- Pedro Antonio Sánchez Moñino, calciatore spagnolo (Aspe, n. 1986)

## T(3)
- Pedro Monteiro, calciatore portoghese (Paços de Ferreira, n. 1994)
- Pedro Temudo, calciatore portoghese (n. 1907 - † 1994)
- Mantorras, ex calciatore angolano (Luanda, n. 1982)

## U(1)
- Pedro Uralde, ex calciatore spagnolo (Vitoria, n. 1958)

## V(5)
- Pedro Vallana, calciatore, allenatore di calcio e arbitro di calcio spagnolo (Getxo, n. 1897 - Montevideo, † 1980)
- Pedro Pablo Velasco, calciatore ecuadoriano (Esmeraldas, n. 1993)
- Pedro Velurtas, calciatore argentino (Campana, n. 2001)
- Pedro Venâncio, ex calciatore portoghese (Setúbal, n. 1963)
- Pedro Vite, calciatore ecuadoriano (Babahoyo, n. 2002)

## Z(3)
- Pedro Zaballa, calciatore spagnolo (Castro Urdiales, n. 1938 - Oviedo, † 1997)
- Pedro Zape, ex calciatore colombiano (Puerto Tejada, n. 1949)
- Pedro Zingone, calciatore uruguaiano (Montevideo, n. 1898 - Montevideo)

## Á(3)
- Mario Abrante, ex calciatore spagnolo (Los Realejos, n. 1982)
- Pedro Álvarez, calciatore paraguaiano (n. 2001)
- Gastón Álvarez, calciatore uruguaiano (Melo, n. 2000)